# Roviška
Roviška is een plaats in de gemeente Glina in de Kroatische provincie Sisak-Moslavina. De plaats telt 70 inwoners (2001).